# Arzachena
Arzachena (artsaˈkɛːna; galureško Alzachèna; sardinsko Altzaghèna) je mesto in občina v pokrajini Sassari, severna Sardinija, drugi največji otok ob obali Italije. Arzachena leži na pol poti med prvotnim letoviščem Costa Smeralda in Porto Rafael, ki sta bila ustanovljena v poznih 1950-ih. Za Olbijo in Tempio Pausania je po številu prebivalcev tretja največja občina v Galluri.
Frazione Porto Cervo je glavno letovišče Costa Smeralda za poletni turizem, ki je od 1960-ih nadomestilo kmetijstvo kot glavni lokalni vir gospodarske dejavnosti. V bližini so številna arheološka najdišča iz nuraškega obdobja, vključno s tistimi iz lokalne subkulture, znane kot kultura Arzachena (nekropola Li Muri in drugi).

## Lega
Arzachena je ob cesti SS 125, 25 kilometrov od Olbie, trajektnega pristanišča do celine, in enako oddaljena od Santa Teresa Gallura, trajektnega pristanišča do Korzike. Arzachena je del regije Gallura nedaleč od Costa Smeralda in zaliva Baia di Arzachena. Sosednja mesta so Luogosanto, Luras, Olbia, Palau, Sant'Antonio di Gallura in Tempio Pausania.
Območje občine vključuje Costa Smeralda, ki je bogata z zalivi, plažami in granitnimi pečinami in kjer je turistično naselje Porto Cervo.

## Zgodovina
Območje, kjer je nekoč živela kultura Arzachena, so Rimljani poznali kot Turibulum, po skali v obliki gobe, ki je danes simbol mesta.
Najstarejša zabeležena uporaba sodobnega imena je v dokumentu iz leta 1421, ko ga je kralj Alfonz IV. Aragonski (pod črkovanjem Arsaghene) dal v fevd Ramboldu de Cobarii. V poznem 16. stoletju je bilo večinoma izpraznjeno, sedanje mesto pa je leta 1716 na hribu ponovno ustanovil kralj Karel Emanuel III. Savojski.
Leta 1909 je imela nova vas 853 prebivalcev, število prebivalcev pa se je močno povečalo po turističnem razcvetu, povezanem s Costa Smeraldo, ki je bila prvotno majhen odsek obale v občini Arzachena.

## Znamenitosti

### Arheološka dediščina
V bližini Arzachene je veliko ostankov proto-uraškega in nuraškega obdobja. Zanimiva je nuragi naselbina Malchittu z nekaj okroglimi kočami in ostanki nuragov, pa tudi tista iz 10. stoletja pr. n. št. Tempelj Malchittu sega v 1. stoletje pr. n. št. Nenavadno preperevanje trahita in tamkajšnja arheološka najdišča, ki so pogosto edinstvena na otoku, so pripeljala do govora o kulturi Arzachena. Danes je jasno, da so spomeniki le različice v okviru sardinskih kultur.
Nekatera mesta je mogoče obiskati za vstopnino, vključno z:
- Via Cavallotti v Arzacheni
- Nuragi Albucciu
- Grobnica velikanov Coddu Vecchiu
- Nuragi La Prisgiona
- Grobnica velikanov Li Lolghi
- Li Muri, kultno mesto s kamnitimi skrinjami
- Megaronski tempelj Malchittu

V rimskih časih je bil tu Turibulu(m) Major (Turibulum = kadilni oltar). Konec leta 2023 so pri Arzacheni odkrili največje zaklade kovancev iz rimskih časov do danes. Vključuje najmanj 30.000 kovancev iz prve polovice 4. stoletja, predvsem iz časa Konstantina Velikega.
- Albucciu nuragi blizu Arzachene
- Nuraghe La Prisgiona
- Santa Lucia church
- Il Fungo (Goba), skalna formacija nad mestom
- Coddu Vecchiu

### Verske stavbe
V Arzacheni so štiri cerkve, od katerih sta dve posvečeni Santa Maria della Neve, ena Santa Lucia in ena San Pietro. 
Najstarejša cerkev, posvečena Santa Maria della Neve (Santa Maria Maggiore), stoji v osrčju zgodovinskega središča, na trgu Piazza Risorgimento in sega, vsaj v svoji osnovni strukturi, v leto 1716. V letih 1774 in 1864 je doživela opazne preobrazbe in šele leta 1922 je dosegla današnjo podobo. Njena arhitektura je klasična izmed mestnih cerkva v Galluri, glavna fasada se konča s profilom segmentiranega ločnega timpanona, z razponi, ki jih določajo okrogli loki, medtem ko se na desni strani dviga kvadratni zvonik. V prezbiteriju sta iz časa širitve cerkve leta 1776 prefinjen lesen oltar in rezbarija z upodobitvijo Marije z detetom.
Druga istoimenska cerkev je nedaleč stran, nedavno zgrajena in dokončana leta 1993. Precejšnje velikosti je iz armiranega betona in prekrita z izpostavljenimi granitnimi bloki. Festival tam praznujejo drugo nedeljo v septembru.
Cerkev, posvečena sveti Luciji, prav tako izvira iz 18. stoletja in stoji na hribu, ki gleda na mesto in od koder lahko uživate v osupljivi panorami. Njen triladijski tloris ima bazilikalni razvoj, vrsto arhitekture, ki je razširjena v podeželskih cerkvah v Galluri. Tam praznik praznujejo 13. decembra.
Cerkev San Pietro, ki stoji v istoimenski osrednji ulici, je bila po porušitvi leta 1934 obnovljena, vendar je bila verjetno že v 18. stoletju majhna podeželska cerkev. Za bogoslužje je bila ponovno odprta leta 1999 po temeljiti obnovi, v njej pa je večbarvni kip svetega Petra, ki sedi na stolu iz 18. stoletja.

## Naravna območja
V bližini mesta Cannigione se reka San Giovanni izliva v zaliv Arzachena in ustvarja eno glavnih mokrišč severne Sardinije, ribnike Saloni, v katerih najdejo svoj idealen habitat različne močvirske ptice, kot so labodi, mala bela čaplja, siva čaplja, mlakarica, liska, zelenonoga tukalica in zelo redka afriška sultanka (Porphyrio porphyrio), prepoznavna po modrem perju in dolgih rdečih nogah. Te vode občasno izberejo tudi veliki plamenci.
Predvsem afriška sultanka je gnezdeča ptica iz družine Rallidae, meri približno 47 cm, z modro-vijoličnim perjem, rdečim kljunom in nogami z zelo dolgimi prsti, s katerimi zlahka pleza med gosto in zamotano trsje, kjer gradi svoje gnezdo in se ponoči skrije. Redko se odmakne od trstičja, ko pa se to zgodi, predvsem pred in po sončnem zahodu, išče mehkužce in vodne rastline, ki so njegova glavna prehrana. Afriška sultanka je redka vrsta in je v Italiji zaščitena od leta 1978.
Ko se pomaknemo v notranjost, je pokrajina posejana s hlevi, starimi galurskimi hišami, ki so do pred 50 leti predstavljale oporišče podeželskega življenja, popolnoma vstavljene v pokrajino, ki jo sestavljajo oljčni in hrastovi gozdovi, so danes prenovljene za stanovanjske namene ali spremenjene v kmečki turizem. podjetja.

## Etnografski in mineraloški muzej
Nedavno zgrajen Etnografski in mineraloški muzej v mestnem središču gosti številne minerale in fosile, ki jih je občina kupila iz prestižnih zasebnih zbirk in Teritorialnega dokumentacijskega centra za znanost o Zemlji in človeku. Zbirka je sestavljena iz približno 15.000 kosov, vključno z minerali in fosili, kot so arheociatini in trilobiti.